# Козлодуйці
Козлоду́йці (болг. Козлодуйци) — село в Добрицькій області Болгарії. Входить до складу общини Добричка.

## Населення
За даними перепису населення 2011 року у селі проживали 434 особи.
Національний склад населення села:
| Національність   | Кількість осіб | Відсоток |
| ---------------- | -------------- | -------- |
| болгари          | 315            | 72,7%    |
| цигани           | 66             | 15,2%    |
| турки            | 51             | 11,8%    |
| Всього відповіли | 433            |          |

Розподіл населення за віком у 2011 році:
Динаміка населення: